# Styrax wuyuanensis
Styrax wuyuanensis är en storaxväxtart som beskrevs av S.M. Hwang. Styrax wuyuanensis ingår i släktet Styrax och familjen storaxväxter. Inga underarter finns listade i Catalogue of Life.